# Beatrix és Benedek
A Beatrix és Benedek Hector Berlioz utolsó befejezett operája, amit 1862. augusztus 9-én Baden-Badenben mutattak be. A mű alapja Shakespeare Sok hűhó semmiért című népszerű komédiája, s talán ezzel magyarázható, hogy bár sehol sem tudott igazi repertoárdarabbá válni, mégis meglepően sok teljes hangfelvétele is napvilágot látott CD-kiadás formájában.

## A mű története
A téma a zeneszerzőt 1833-tól foglalkoztatta, de a mű megkomponálására csak 1861–62-ben került sor. Az opera elkészülésében nagy szerepe volt Eduard Benazet badeni bérlő-igazgatónak, aki tulajdonképpen megbízta Berliozt a komponálással. Az ősbemutató remek előadókkal zajlott le és nagy sikert aratott, ennek ellenére a darab nem volt sokáig műsoron. Az 1888-as karlsruhei bemutató alkalmával a zenés számokat összekötő prózai dialógusok helyett Felix Mottl recitativókat komponált, ettől kezdve ebben a formában került színpadra. 1890-ben zajlott le a mű párizsi ősbemutatója, de nem tudott sokáig színpadon maradni, pár előadás után lekerült a műsorról.
Érdekes, hogy a Beatrix és Benedek fogadtatása német nyelvterületen sokkal kedvezőbb volt. Az említett 1888-as karlsruhei bemutató nagy sikerében jelentős szerep jutott Felix Mottlnak. Neki köszönhető, hogy A trójaiak című opera teljes verzióját is ebben a városban állították először színpadra. Az 1890-es bécsi premier is kedvező fogadtatásban részesült. 1913-ban került sor a lipcsei bemutatóra. Erre az alkalomra új német fordítást készítettek, és a szövegkönyvet alaposan átdolgozták. Szép lassan azonban a német színpadokon is visszaszorult a darab. Majd 1938-ban, több évtizedes csipkerózsika-álom után, Zürichben újra elővették, aztán 1969-ben Heidelbergben újították fel. Ezután több operaszínház is műsora tűzte a művet, több-kevesebb sikerrel.

## Az opera zenéje és szövegkönyve
Az opera nyitánya gyakran hallható hangversenydarabbá vált. A műfaji megjelölés vígopera, de a zenei sokkal igényesebb, mint a hasonló jellegű francia darabok esetében. A zene lírai, vidám hangvételű, a zenekar nagysága ebben az esetben nem haladja meg az Auber vagy Adam operáinál szokásos létszámot, mint a szerző előbbi operái esetében. A hangszerelés letisztult és áttekinthető, nincsenek nagy, monumentális, szimfonikus részek. Héró és Claudio kapcsolata képviseli a lírai vonalat a zenében, ennek megformálása igen gyengére sikeredett, viszont a címszereplők veszekedős zenei jellemzése kétségkívül telitalálat volt. Berlioz azonban nem találta el a történet csúcspontjait, a darab felemás maradt. A zene a történet jelenének megfelelően egyes részletekben erősen archaizáló, ezt egyes esetekben annyira jól sikerült ezt megvalósítania a szerzőnek, hogy tényleg elhisszük: 16. századi flamand madrigált hallunk.
A darab alapvető gyengéjének a librettót szokták felhozni. A szövegkönyv a zeneszerző munkája. A szöveg nem eléggé gördülékeny, a csúcspontokat nélkülözi, a műfaji követelményektől sok helyen elmarad. Hasonló gondok Shakespeare eredeti művével kapcsolatban is felmerülnek. A téma jó lett volna operatémának, csak jobban át kellett volna dolgozni. Ennek ellenére a darab meghallgatása minden, a francia opera iránt érdeklődő számára ajánlott. Találhatók benne szép, megragadó zenei részletek is.

## Az opera szereplői
| Szereplő                                         | Hangfekvés      |
| ------------------------------------------------ | --------------- |
| Beatrix, Leonato unokahúga                       | szoprán         |
| Benedek, szicíliai katona tiszt                  | tenor           |
| Héró, Leonató lánya, Beatrix unoka testvére      | szoprán         |
| Leonato, Messina kormányzója                     | prózai szerep   |
| Claudio, Don Pedro segédtisztje, Héró szerelmese | bariton         |
| Don Pedro, a szicíliai hadsereg tábornoka        | basszus         |
| Ursula, Héró társalkodónője                      | mezzoszoprán    |
| Somarano,                                        | basszus         |
| Egy küldönc                                      | prózai szerep   |
| Egy ügyvéd                                       | prózai szerep   |
| Két szolga                                       | prózai szerepek |

- Történik: Messinában a 16. században
- Játékidő: 107 perc

## Az opera cselekménye

### Első felvonás
Leonato palotája előtt várják a győztes sereget az egybegyűltek. A várakozók között van a mindig civakodó Beatrix és unokatestvére, Héró is. Megérkeznek a katonák. Héró dallal köszönti kedvesét, Beatrix egyből perlekedni kezd Benedekkel. Claudio bejelenti elhatározását: még aznap feleségül veszi választottját. Benedeknek azonban esze ágában sincs nősülni, mert fél az állandó civakodástól. De Don Pedro, Claudio, Leonato és Héró szeretnék, ha a Benedek és Beatrix is egymásra találnának. Cselt eszelnek ki: úgy intézik, hogy Benedek és Betarixi is fültanúja legyen egy társalgásnak, ami arról szól, hogy Benedek szerelmes Beatrixbe, illetve Beatrix szerelmes Benedekbe. Tehát a két civakodó kölcsönösen azt fogja hinni, hogy a másik szerelmes belé. A felvonás végén a fiatalok reménykedő, álmodó kettőst énekelnek.

### Második felvonás
Heró menyasszonyi ruhában lép színre Ursulával, majd Beatrix jelenik meg. Kijelenti, hogy nem hajlandó oltár elé állni senkivel, és kikel a házasság intézménye ellen. Közben megérkeznek a nyoszolyólányok, akik Héró fátylát és koszorúját hozzák, majd felzendül a nászkórus. Beatrix szomorú vágyakozással tekint rájuk. Ezután Benedek jelenik meg. Újra perlekednek egyet, de már kiérezni a szavaikból, hogy szeretik egymást. Színre lép a jegyző, Héró és Claudio boldogan írja alá a házassági szerződést, majd kisebb huzavona után Benedek és Beatrix is kötélnek áll.

## Részletek a műből
Nyitány
Kettős